# Supercoppa italiana 2010
Supercoppa italiana 2010 byl dvacátý třetí ročník soutěže o trofej Supercoppa italiana, tedy o italský fotbalový Superpohár. Střetly se v něm týmy FC Inter Milán jakožto vítěz Serie A ze sezony 2009/10 a celek AS Řím, který se ve stejné sezóně stal finalistou italského fotbalového poháru Coppa Italia v sezoně 2009/10 (ve finále podlehl 0:1 právě Interu).
Zápas se odehrál 21. srpna 2010 v italském městě Milán na Stadio Giuseppe Meazza. Zápas vyhrál a popáté získal tuhle trofej klub FC Inter Milán.

## Detaily zápasu
| 21. srpen 2010 20:45 SELČ |        |           |                                                                       |
| FC Inter Milán            | 3 – 1  | AS Řím    | Stadio Giuseppe Meazza, Milán diváci: 65 860 rozhodčí: Mauro Bergonzi |
| Panděv 42' Eto'o 70', 80' | Report | 21' Riise | Stadio Giuseppe Meazza, Milán diváci: 65 860 rozhodčí: Mauro Bergonzi |

| FC Inter Milán | AS Řím |

| G              | 1  | Júlio César       |     |       |
| D              | 13 | Maicon            |     |       |
| D              | 6  | Lúcio             |     |       |
| D              | 25 | Walter Samuel     |     |       |
| D              | 26 | Cristian Chivu    |     |       |
| C              | 19 | Esteban Cambiasso | 62' |       |
| C              | 4  | Javier Zanetti    |     | 45+1' |
| C              | 10 | Wesley Sneijder   |     | 88'   |
| A              | 27 | Goran Pandev      |     | 79'   |
| A              | 9  | Samuel Eto'o      |     |       |
| A              | 22 | Diego Milito      |     |       |
| Náhradníci:    |    |                   |     |       |
| G              | 12 | Luca Castellazzi  |     |       |
| D              | 2  | Iván Córdoba      |     |       |
| D              | 23 | Marco Materazzi   |     | 88'   |
| C              | 5  | Dejan Stanković   |     | 45+1' |
| C              | 17 | McDonald Mariga   |     | 79'   |
| C              | 29 | Philippe Coutinho |     |       |
| C              | 88 | Jonathan Biabiany |     |       |
| Trenér:        |    |                   |     |       |
| Rafael Benítez |    |                   |     |       |

| G               | 1  | Bogdan Lobonț      |       |     |
| D               | 77 | Marco Cassetti     |       |     |
| D               | 4  | Juan               |       |     |
| D               | 5  | Philippe Mexès     | 90+2' |     |
| D               | 17 | John Arne Riise    |       |     |
| C               | 7  | David Pizarro      |       | 54' |
| C               | 16 | Daniele De Rossi   |       |     |
| C               | 20 | Simone Perrotta    | 26'   |     |
| C               | 10 | Francesco Totti    |       |     |
| C               | 9  | Mirko Vučinić      |       | 67' |
| A               | 94 | Jérémy Ménez       |       | 83' |
| Náhradníci:     |    |                    |       |     |
| G               | 32 | Doni               |       |     |
| D               | 25 | Guillermo Burdisso |       |     |
| C               | 11 | Rodrigo Taddei     |       | 54' |
| C               | 33 | Matteo Brighi      |       |     |
| C               | 87 | Aleandro Rosi      |       |     |
| A               | 8  | Adriano            |       | 67' |
| A               | 89 | Stefano Okaka      | 85'   | 83' |
| Trenér:         |    |                    |       |     |
| Claudio Ranieri |    |                    |       |     |